# Đuro Cvijić
Đuro Cvijić (ur. 23 października 1896 w Zagrzebiu, zm. 26 kwietnia 1938) – jugosłowiański polityk komunistyczny narodowości chorwackiej, publicysta, ofiara czystek stalinowskich.

## Życiorys
W 1912 roku brał w udział w przygotowaniach zamachu na życie bana Chorwacji Slavka Cuvaja, za co został pozbawiony wolności do 1914 roku. W latach 1915–1917, jako żołnierz armii austro-węgierskiej, walczył na froncie wschodnim I wojny światowej.
W 1917 roku został członkiem Socjaldemokratycznej Partii Chorwacji i Slawonii. Dwa lata później dołączył do Socjalistycznej Partii Robotniczej Jugosławii i został członkiem jej kierownictwa. Był redaktorem czasopism komunistycznych Istina i Borba. Przyjaźnił się z pisarzem Miroslavem Krležą. W ramach Komunistycznej Partii Jugosławii (KPJ) należał do tzw. frakcji „lewicowców”. W 1928 roku został odsunięty od kierownictwa KPJ. Kilkakrotnie był pozbawiany wolności. W 1931 roku wyemigrował do Wiednia. Przebywał i działał również w szwajcarskiej Bazylei. Od 1935 roku żył w Moskwie i pracował w instytucie rolniczym. W 1937 roku został wydalony z szeregów KPJ. Stracił życie w wyniku stalinowskich czystek.
Był starszym bratem Stjepana, także komunisty.